# Douglas Smith (historien)
Pour les articles homonymes, voir Douglas Smith et Smith.
 (novembre 2008).
Douglas Smith, né le 7 novembre 1962, est un historien américain, spécialiste de la Russie des tsars. 

## Biographie
Il a étudié le russe et l'allemand à l'université du Vermont et a obtenu un doctorat de l'université de Californie à Los Angeles. Dans les années 1980 il travailla au département US State Derpartment's exhibition "Information USA".

## Publications
Dans Le Monde d’avant, les derniers jours de l’aristocratie russe (2012), Douglas Smith décrit le destin des aristocrates après que la révolution bolchevique et la guerre civile ont dramatiquement changé leur vie. Dans ces événements tumultueux, les deux camps se comportèrent selon Smith avec la même sauvagerie. Néanmoins, ce furent les bolcheviks victorieux qui institutionnalisèrent la terreur en resserrant leur emprise sur un pays détruit. De nombreux aristocrates furent tués ou contraints à l’exil. Beaucoup de ceux qui restèrent sur place périrent dans les purges ou survécurent en cachant leur origine. Certains de ces aristocrates ont vu dans ces événements « une juste rétribution pour leurs propres péchés par action et omission ». The Guardian juge le récit « bien documenté, fluide et substantiel ».

### Œuvres traduites en français
- Douglas Smith (trad. de l'anglais par Geneviève Brzustowski), La Perle : la véritable histoire d'un amour interdit dans la Russie de Catherine la Grande [« The Pearl »], Paris, Éditions Autrement, 2010, 333 p. (ISBN 978-2-7467-1382-6)
- Douglas Smith (trad. de l'anglais par Jean-Pierre Ricard), Le monde d'avant: Les derniers jours de l’aristocratie russe, Paris, Éditions des Syrtes, 2024, 534 p. (ISBN 978-2940701841)

### Œuvres non traduites en français
- (en) Douglas Smith, Working the Rough Stone : Freemasonry and Society in Eighteenth-Century Russia, DeKalb, IL, USA, Northern Illinois University Press, 1999, 257 p. (ISBN 978-0-87580-246-6)

- (en) Douglas Smith, Love And Conquest : Personal Correspondence of Catherine the Great and Prince Grigory Potemkin, DeKalb, IL, USA, Northern Illinois University Press, 2005, 475 p. (ISBN 978-0-87580-607-5)Heldt Translation Prize 2004[3]